# Arshad Warsi
Arshad Warsi (अरशद वारसी, ur. 19 kwietnia 1968 w Mumbaju, w stanie Maharasztra) – indyjski aktor sławny ze swoich ról w serii o mumbajskim gangsterze Munna (Munnabhai M.B.B.S. i Lage Raho Munna Bhai – za rolę w tym ostatnim otrzymał Nagrodę Filmfare dla Najlepszego Aktora Komediowego).
Od 1999 roku jest żonaty z aktorką Marią Goretti, w 2004 roku urodził im się syn Zeke. Oboje wystąpili u boku Arshada w scenie w księgarni w filmie Trudna droga do miłości, gdzie zagrał on z Preity Zinta i Saif Ali Khanem.

## Filmografia
| Film                       | Rok  | Rola                                   |
| -------------------------- | ---- | -------------------------------------- |
| Golmaal Returns            | 2007 | Madhav, Madho                          |
| Munnabhai Chale Amerika    | 2007 | Circuit                                |
| Shortcut                   | 2007 | Remake Udayananu Tharam                |
| Unusual Love Story         | 2007 |                                        |
| Dhan Dhana Dhan Goal       | 2007 | Shaan                                  |
| Dhamaal                    | 2007 |                                        |
| Zamaanat                   | 2007 | Suraj                                  |
| Jeetenge Hum               | 2007 |                                        |
| Mr. Black Mr. White        | 2007 | Gopi                                   |
| Kisse Pyaar Karoon         | 2007 | Siddharth                              |
| Jaane Tu Ya Jaane Na       | 2007 | gościnnie                              |
| Ek Se Bure Do              | 2007 |                                        |
| Rokda                      | 2007 |                                        |
| Anthony Kaun Tha           | 2007 | Champ                                  |
| Anthony Kaun Hai           | 2006 | Champ                                  |
| Kabul Express              | 2006 | Jai Kapoor (dziennikarz TV – fotograf) |
| Lage Raho Munna Bhai       | 2006 | Circuit                                |
| Szalona przyjaźń           | 2006 | Mahadev, Madho                         |
| Vaah! Life Ho To Aisi      | 2005 | Fakira B.P.C.M.                        |
| Chocolate                  | 2005 | Tubby                                  |
| Trudna droga do miłości    | 2005 | Ron                                    |
| Sehar                      | 2005 | SSP Ajay Kumar                         |
| Maine Pyaar Kyun Kiya?     | 2005 | Vicky                                  |
| Kuchh Meetha Ho Jaye       | 2005 | menedżer S.R. Khan                     |
| Hulchul                    | 2004 | Lucky                                  |
| Munnabhai M.B.B.S.         | 2003 | Circuit                                |
| Waisa Bhi Hota Hai Part II | 2003 | Punit Sanyal                           |
| Jaani Dushman              | 2002 | Abdul                                  |
| Jeetenge Hum               | 2001 |                                        |
| Mujhe Meri Biwi Se Bachaao | 2001 | Rocky                                  |
| Ghaath                     | 2000 | Divakar                                |
| Trishakati                 | 1999 | Sagar Malhotra                         |
| Hogi Pyar Ki Jeet          | 1999 | Kishan                                 |
| Hero Hindustani            | 1998 | Romi                                   |
| Mere Do Anmol Ratan        | 1998 | Narinder (Naren)                       |
| Betaabi                    | 1997 | Sameer                                 |
| Tere Mere Sapne            | 1996 | Ballu                                  |

## Śpiew w Playbacku
| Rok  |                      |         |
| ---- | -------------------- | ------- |
| 2006 | Lage Raho Munna Bhai | Circuit |
| 2004 | Munnabhai M.B.B.S.   | Circuit |